# Monedă digitală
Monedă digitală sau monedă electronică, bani digitali, este un tip de monedă disponibilă numai în formă digitală, pe internet, nu și în formă fizică, cum ar fi bancnotele și monedele. 

Monedele digitale sunt stocate sau schimbate pe sisteme informatice digitale, în baze de date, fișiere digitale, sau card preplătit și sunt folosite pentru efectuarea plăților prin intermediul sistemelor electronice. Fiind o monedă electronică, ea se administrează prin intermediul unui portofel electronic, echivalentul unui cont bancar. Moneda digitală reprezintă cel mai revoluționar sistem de plată care există în acest moment. 
Tipuri de monede digitale includ monede virtuale, criptomonede și monedă digitală a băncii centrale. Monedele digitale pot fi reglementate sau nereglementate.

## Istoric
În 1983, un articol științific al lui David Chaum a introdus conceptul de bani digitali (e-cash) . În 1990, a înființat DigiCash, o companie de plăți electronice din Amsterdam, care a dat faliment în 1998.
În 1996, a fost înființat Gold & Silver Reserve Inc., un mediu online care permitea utilizatorilor să deschidă un cont de cumpărare/vînzare bani digitali numiți E-gold, garantați printr-o anumită cantitate de aur. În 2006, a tranzacționat 2 miliarde de dolari, iar numărul conturilor deschise a crescut la 9 milioane de dolari. În 2008, a fost închis printr-o decizie a guvernului. E-gold nu s-a bazat pe principii criptografice, dar a fost prima monedă virtuală utilizată pe scară largă pe internet. Membrii listei de corespondență e-gold au folosit mai întâi termenul „monedă electronică”. 
În 1997 Coca-Cola a lansat posibilitatea de a efectua plăți mobile la automatele sale, introducând bani digitali.
În 1998 a fost lansat site-ul web Beenz.com, prin ale cărui servicii utilizatorii ar putea câștiga monede online numite Beenz pentru efectuarea de activități precum vizitarea unui site web, cumpărături online sau conectarea printr-un furnizor de servicii de internet. Proiectul a primit 100 de milioane de la investitori, iar serviciile sale au fost utilizate în mod activ în 15 țări. Compania a renunțat la afaceri în timpul crizei din 2008.
În 1999 compania chineză Tencent QQ a stabilit un mediu bazat pe web pentru mesagerie, jocuri online, muzică, blogging. Pentru achiziționarea de produse ce au legătură cu QQ, compania avea
moneda virtuală QQ. Monedele QQ sunt obținute prin cumpărare sau prin utilizarea serviciului de telefonie mobilă. Datorită popularității QQ în rândul tinerilor din China, monedele QQ sunt acceptate de furnizorii online în schimbul produselor lor, cum ar fi cadouri mici. În 2014, serviciile sale au fost utilizate simultan de 200 de milioane de oameni, iar în 2016, au existat 899 milioane de conturi active. Întrucât banii Q au fost folosiți și pentru tranzacționarea reciprocă, datorită cifrei sale de afaceri extrem de ridicate, Monedele QQ  a reușit chiar să destabilizeze yuanul. 
În 2006, în Costa Rica a fost lansat Liberty Reserve, un sistem digital de plată prezentându-se drept „cel mai vechi, cel mai sigur și mai popular sistem de plăți care deservește milioane de oameni din întreaga lume”. Serviciul online a fost închis la cererea procurorului federal al S.U.A., deoarece a fost folosit pentru a spăla mulți bani de origine criminală.
În 2009, a fost introdus bitcoin, un tip complet nou de criptomonedă descentralizată, bazată pe blockchain. Întrucât, spre deosebire de monedele digitale anterioare, nu avea nici un server central și nici o garanție materială, valoarea acestor bani a fost determinată de încrederea utilizatorilor și de raportul cerere/ofertă de pe piață. 

## Avantaje și dezavantaje
Avantajele monedei digitale sunt:
- Taxele de tranzacționare digitale sunt, de obicei, mult mai mici comparativ cu taxele percepute la utilizarea cardurilor de credit. Uneori, nu este nici o taxă de tranzacționare.

- Nu există taxe de transfer internațional deoarece este o monedă digitală globală. Poate fi folosită pentru cumpărături în orice țară, astfel încât se evită costul conversiei valutare. Plățile la nivel internațional ajung la fel de repede ca plățile locale.

- Nu există taxe de administrare. Multe conturi bancare au asociată o taxă lunară de administrare. Contul deschis pentru utilizarea unui portofel digital nu are percepută o astfel de taxă.

- Deschidere facilă a unui cont. Orice utilizator poate să creeze rapid un cont de monedă digitală, fără a furniza detalii personale, decât dacă dorește să folosească un serviciu care să impună acest lucru și verificări adiționale sau furnizare de documente.

- Siguranță dată de criptografie.

- Sistemul este descentralizat, nu există o bancă centrală care să reglementeze emiterea și tranzacțiile cu monede digitale. Lipsa intermediarilor înseamnă că tranzacțiile sunt de obicei instantanee și nu implică taxe.

Există și o serie de dezavantaje:
- Gradul scăzut de penetrare a pieței, datorită lipsei de acceptare la comercianți, care limitează utilizarea;

- Lipsa reglementării: din punct de vedere contabil, este greu de stabilit cursul de schimb la care să fie înregistrate tranzacțiile, deoarece nu reprezintă o monedă cotată;

- Imposibilitatea rambursării: deoarece nu există intermediari, pentru arbitrarea eventualelor disputele între părțile care tranzacționează, încă nu s-au găsit soluții complete de rezolvare;

- Criptomonedele sunt foarte volatile, valoarea lor fiind dată de cerere și ofertă;
- vulnerabilă la hacking;
- va putea fi afectată de erori tehnologice și întreruperi de electricitate (generate de defecțiuni tehnice ori de hazard natural – cutremur, furtună violentă);
- lipsa confidențialității contului bancar (garantată de instanțele de judecată) poate fi transformată în armă împotriva dizidenței de regimul totalitar.

## Comparație cu moneda virtuală
- Monedele virtuale sunt un tip de monedă digitală, controlate de regulă de creatorii săi, și acceptată în cadrul unei comunități virtuale.

- Toate monedele virtuale sunt digitale, intrucât există doar online, însă nu toate monedele digitale sunt virtuale, deoarece există în afara unui mediu virtual specific.

- Moneda virtuală este o reprezentare a valorii monetare emise, gestionată și controlată de emitenți privați pentru tranzacția de plăți peer-to-peer. Ele sunt uneori reprezentate în termeni de jetoane și pot fi nereglementate fără o plată legală, prin monede sau bancnote.

- Monedele virtuale nu sunt emise de bănci. Absența reglementării înseamnă că acestea sunt susceptibile la modificări de preț.

- Criptomonedele precum Bitcoin și Ethereum sunt considerate monede virtuale.

## Comparație cu criptomoneda
- Prefixul „cripto” se referă la folosirea unor algoritmi de criptare și a unor tehnici criptografice care asigură securitatea rețelei. Acest nivel de securitate face criptomonedele să fie greu de contrafăcut.

- Multe criptomonede operează sub forma unor sisteme dezcentralizate bazate pe blockchain, fără a fi necesară prezența unui părti terțe de încredere, precum o bancă centrală sau o companie de credite. Astfel, tranzacțiile sunt efectuate folosindu-se seturi de chei publice și private. Bitcoin este cea mai cunoscută și cea mai utilizată criptomonedă bazată pe blockchain.

- Dată fiind natura lor virtuală, criptomonedele nu sunt depozitate în mod centralizat, însemnând că pot fi șterse de un crash al unui computer dacă nu există o copie de backup a acestora, sau pot deveni indisponibile dacă utilizatorul pierde cheia privată.

- Spre deosebire de numerar, care sunt anonimi, tranzacțiile cu criptomonede pot fi urmărite în blockchain, fără a fi nevoie să se cunoască identitatea participanților. Cu toate acestea, unele criptomonede sunt mai puțin private decât altele. De exemplu, Dash, ZCash și Monero sunt mult mai dificil de urmărit decât Bitcoin.

- Criptomonedele sunt monede digitale, deoarece există online, dar sunt și monede virtuale, concepute cu ajutorul unor algoritmi de criptare.

- Criptomonedele tind să fie caracterizate de volatilitatea prețurilor, deoarece valoarea lor se bazează exclusiv pe cerere și ofertă.

- Criptomoneda este atât monedă digitală, cât și monedă virtuală.[3]